# Alfred Görig

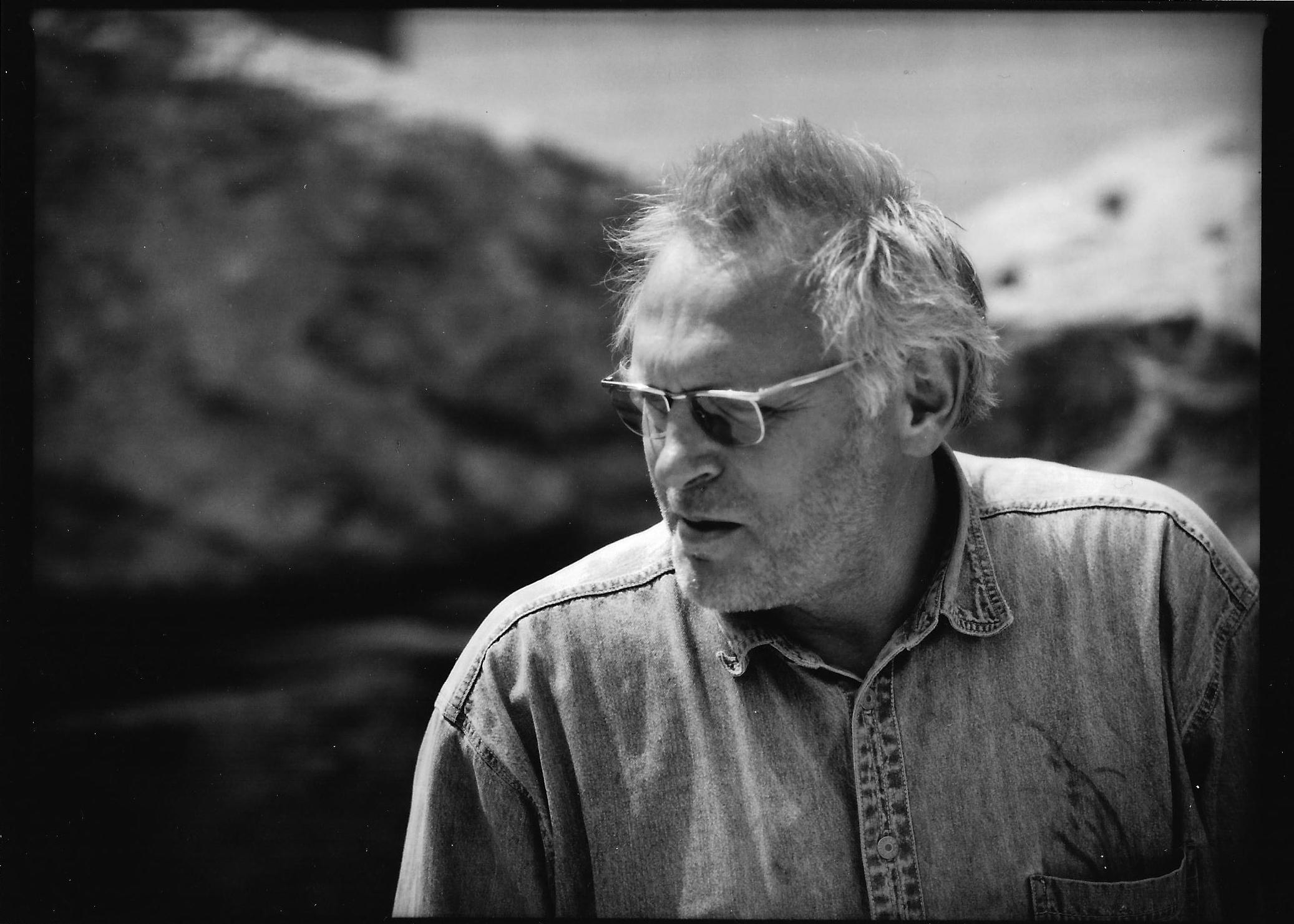
Alfred Görig 1997 im Granitwerk Kusser in Aicha vorm Wald (Foto: Martin Ortmeier)

Alfred Görig (* 21. März 1947 in Augsburg) ist ein deutscher Steinbildhauer. Er hat für viele öffentliche Plätze, vor allem in Süddeutschland, großformatige Werke aus Granit geschaffen.

## Leben
Alfred Görig studierte 1966 bis 1969 an der Akademie der Bildenden Künste München. Nach einem Studienaufenthalt in New York City 1969 bis 1971 setzte er 1971 bis 1973 das Studium bei Robert J. T. Jacobsen in München fort. 1973 bis 1976 lebte er wieder in New York City. Görig ist mit der Künstlerin Myra Brooklyn verheiratet. Er lebt und arbeitet in München.
Für die Bayerische Landesbank in München fertigte Görig 1979 bis 1980 in kunsthandwerklicher Arbeit aus Granit deren Wappentier Löwe als Monumentalskulptur (aufgestellt 1981).

## Werk

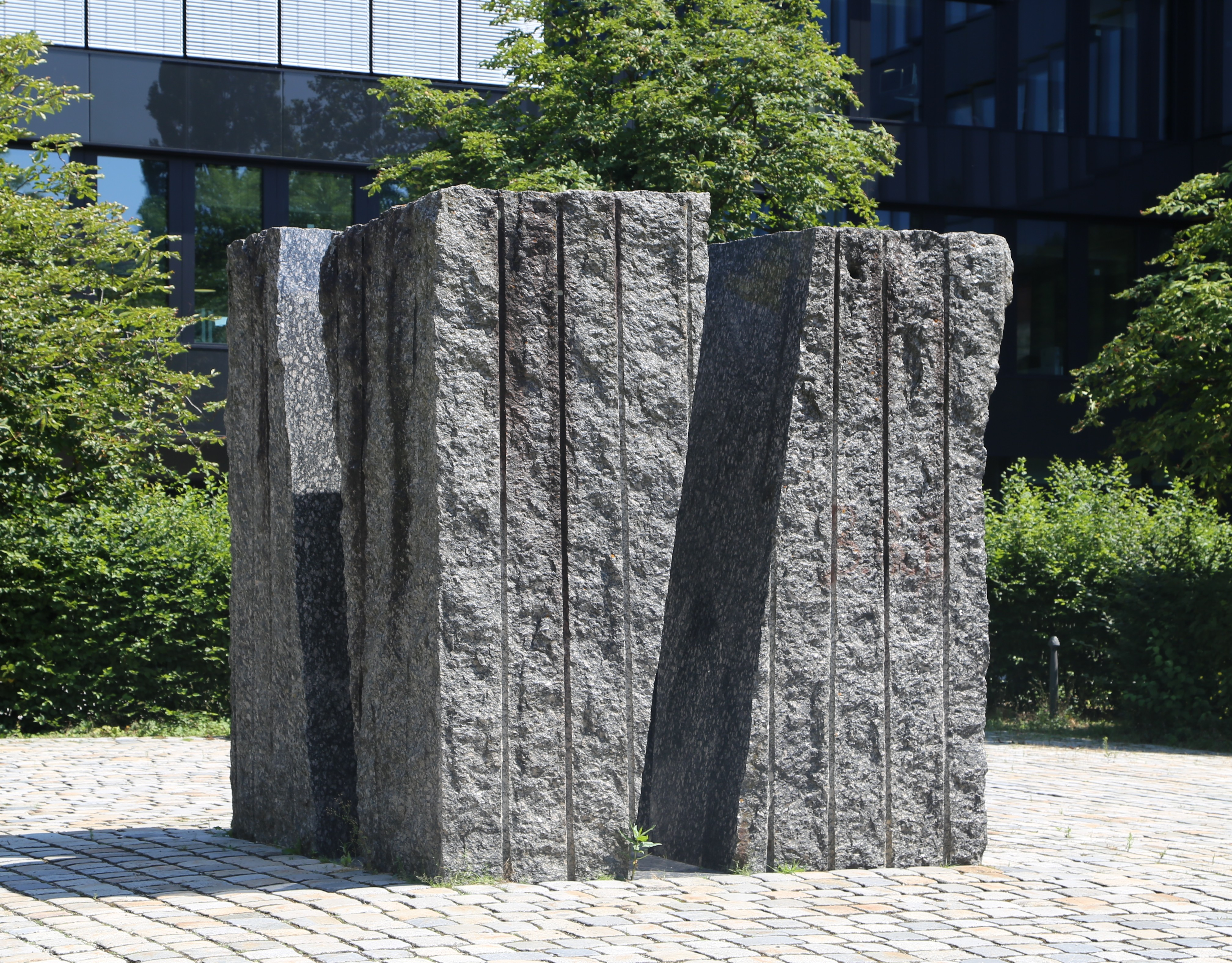
Monumentalskulptur „Vierteiliger Kubus“ aus Granit an der Berliner Straße in München, 1985 (Foto: Rufus46, 2018

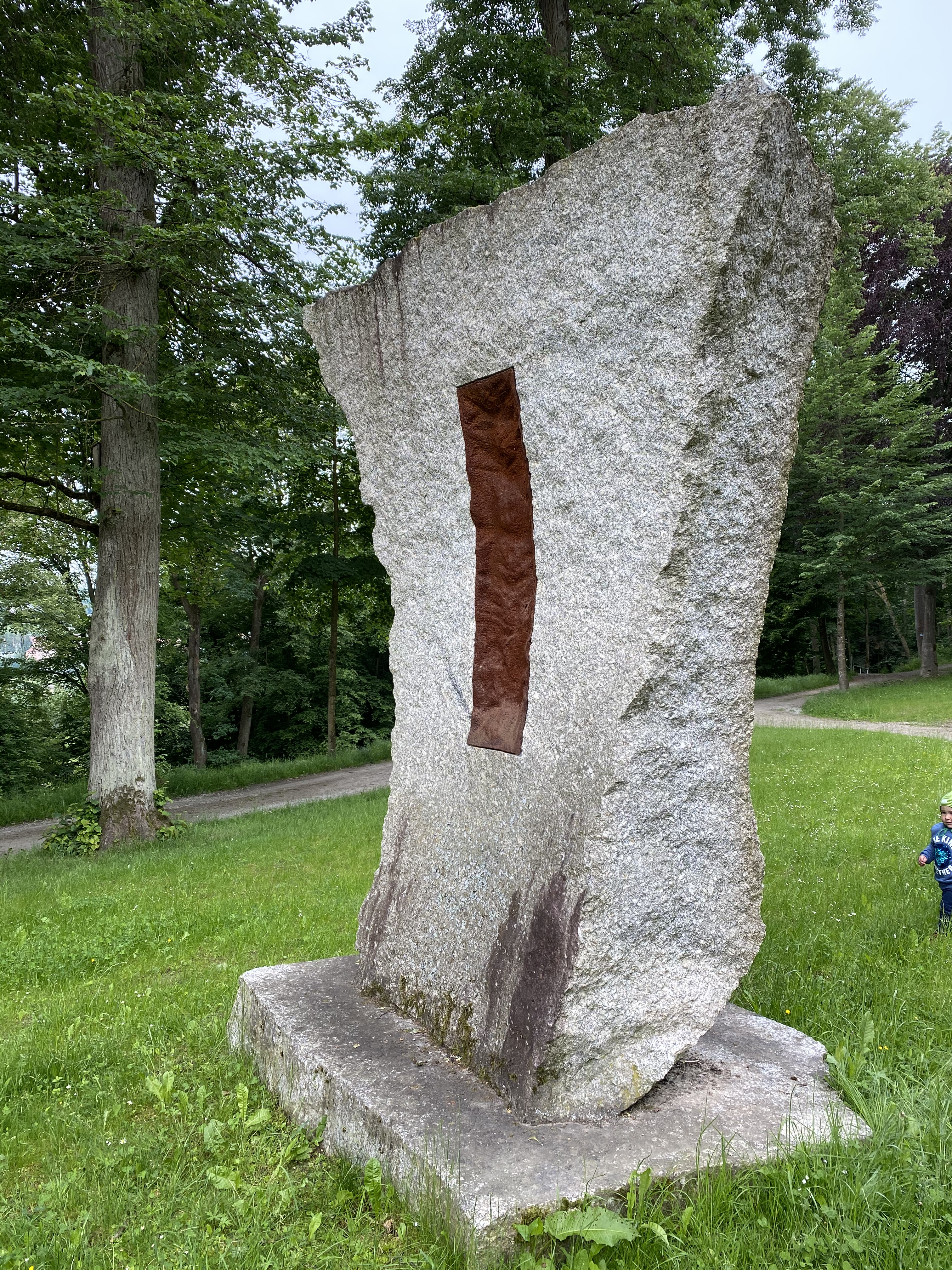
Monumentalskulptur „Passauer Passion“ aus Granit in Passau, 2008 (Foto: Martin Ortmeier, 2020)

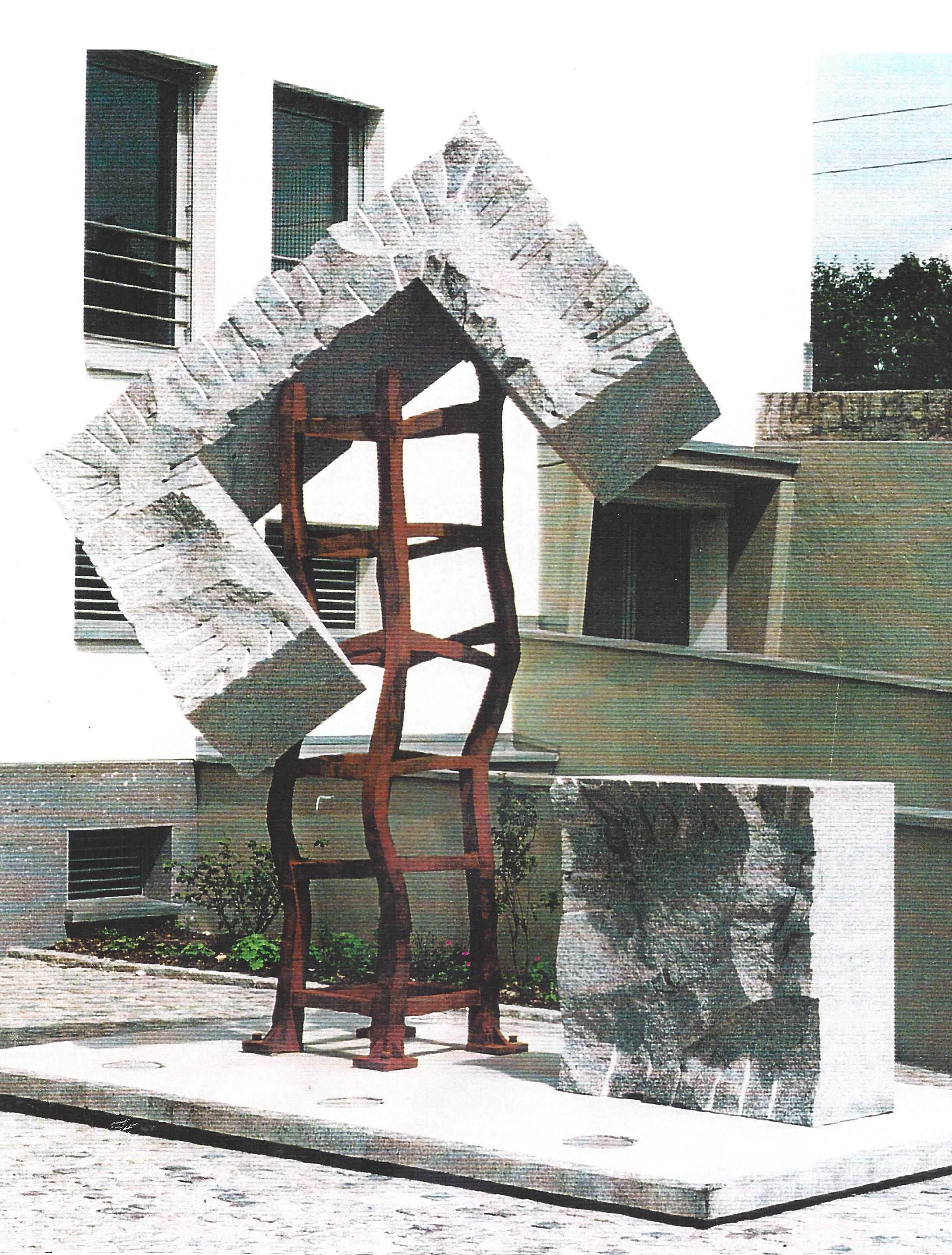
Monumentalskulptur ohne Titel, Granit und Gusseisen in Würzburg, 1996 (Foto: Martin Ortmeier, 1998)

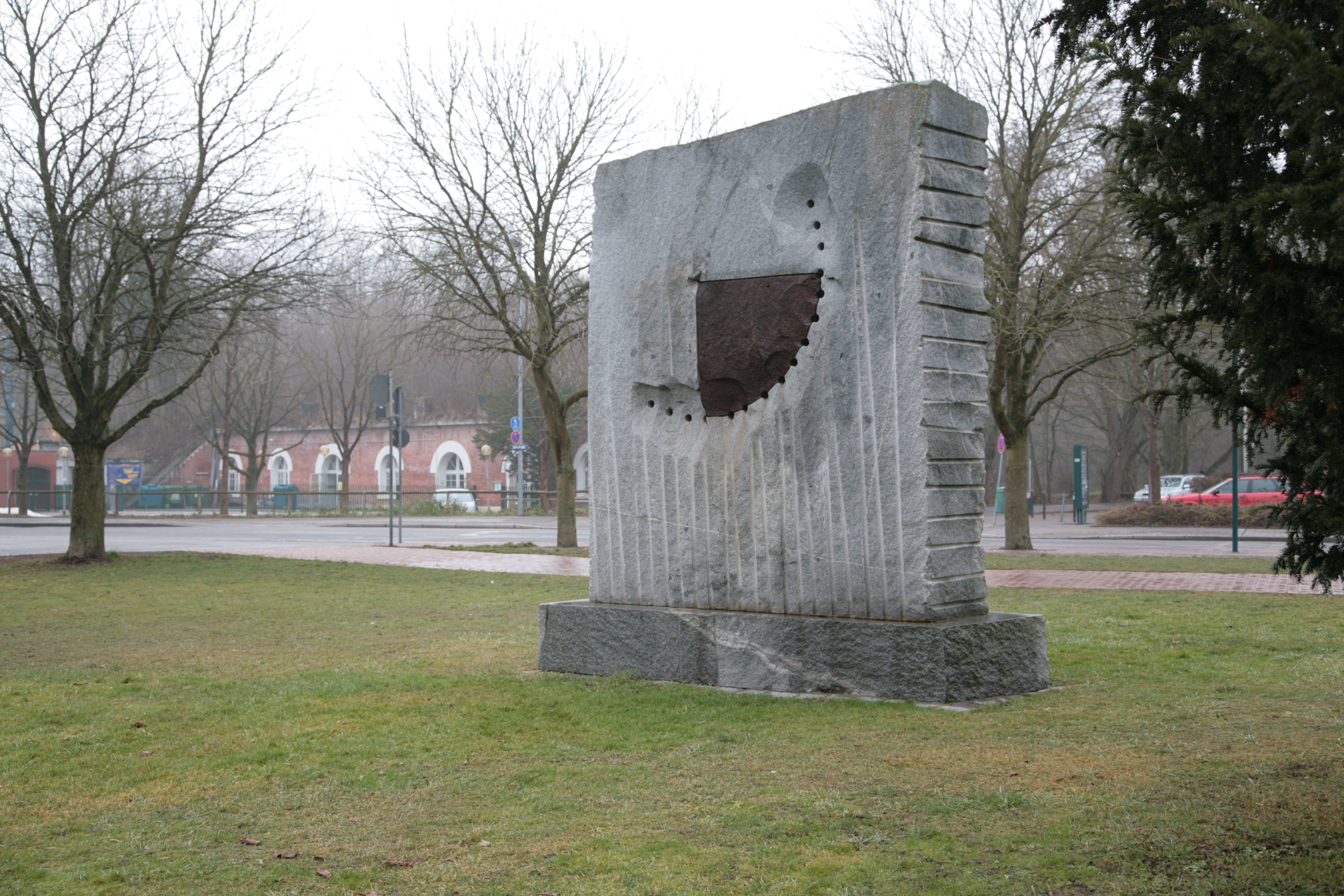
Granitskulptur (mit Gusseisenelement) ohne Titel, Ingolstadt) (Foto: Martin Ortmeier, 2006)

Alfred Görig hat sich früh auf die Arbeit mit Granit spezialisiert. Er nutzt die Eigenschaften des Gesteins gezielt unter Einsatz industrieller Technik. Phänotypisch ist das großflächige Abmuscheln von Randflächen mittels Federkeilen.
Spalten und schneiden, dann trennen oder wenden, wieder zusammensetzen oder benachbart positionieren sind wesentliche Gestaltungsmittel, die Görig einsetzt. Häufig wird ein Teilstück veredelt.

Seit 1986 kombiniert Görig Naturstein und Gusseisen.

## Werke im öffentlichen Raum (Auswahl)
- 1978: Große Hängende, Rottweil, Granit und Muschelkalk, Eisen und Nylonseil (260 × 450 × 150 cm)
- 1983: Ganzheit – verschoben (auch „Verschiebung“ und „Teilung“), Saarland, Straße der Skulpturen, bei Güdesweiler, Sandstein und Stahl (320 × 450 × 150 cm)[3]
- 1983: Brunnen o. T. (vulgo Partnachklamm), Sendling-Westpark in München, Granit (zweiteilig) und Stahl (flache Wanne mit Brunnentechnik)[4]
- 1985: Vierteiliger Kubus, an der Berliner Straße in München, Granit, spaltrau, teils poliert (300 × 300 × 300 cm)
- 1996: o. T. (dreiteilig), Würzburg, Granit und Gussstahl (450 × 450 × 150 cm)
- 1994/1995: o. T., Ingolstadt, Granit und Gussstahl (400 × 360 × 90 cm)
- 1995: Brunnen, o. T. (zweiteilig), Marktoberdorf, Granit und Wasser (400 × 400 × 120 cm) bzw. Granit und Gusseisen (180 × 180 × 120 cm)
- 2003: Brunnen (Sparkasse Mittelthüringen), Sömmerda, Granit und Edelstahl (70 × Ø 220 cm Edelstahlkalotte)
- 2004: Denkmal im Kloster Ursberg, Ursberg, Granit und Gusseisen (200 × 800 × 800 cm)
- 2008: halb voll – halb leer, Passau, Granit und Gusseisen (290 × 270 cm)
- 2008: Stele Passauer Passion, Passau, Granit und Gusseisen (360 × 280 cm)
- 2015: Schiffbrücke, 2015 temporär in Obernzell, Quarz (brasilianisch) und Stahl (dreiteilig)

## Ausstellungen (Auswahl)
- 1969: New York City, Happening vor dem Museum of Modern Art
- 1979: Augsburg, Kellergalerie der Stadt Augsburg
- 1981: München, Amerika-Haus
- 1988: Berlin, In Fonte Galerie
- 1989, 1990, 1995: München, Carla Fuehr Galerie
- 1991: Fellbach, Alfred Görig – Arbeiten 1980–1990, Städtische Galerie Fellbach (24. Januar–28. Februar 1991)
- 2006: München, Galerie der BayernLB: Retrospektive „Skulpturen 1976–2006“
- 2015: Obernzell, Schloss Obernzell, work in progress an der Donau 2015 (mit Myra Brooklyn, 11. Juli–13. September 2015).
- 2018: München, Galerie Rottmann Fuenf, Alfred Görig Skulpturen / Zeichnungen (mit Myra Brooklyn, 17. April–2. Juni 2018)